# Сборникъ Верковича. Ι. Народныя пѣсни македонскихъ болгаръ
„Сборникъ Верковича. Ι. Народныя пѣсни македонскихъ болгаръ“ (в превод от руски език Сборникът на Веркович. Ι. Народни песни на македонските българи) е етнографски сборник с български народни песни, събрани от Стефан Веркович и издадени от Пьотър Лавров в Петроград в 1920 година.
В сборника влизат 200 трапезарски песни, наречени така още от самия Веркович в „Народне песме македонски бугара“ (1860), който казва, че целенасочено ги е оставил за по-късен печат:
| „ | Ове трапезарске и юначке песме самъ изоставіо, коє ћу ако Богъ да скоро у другой кньиги заєдно съ другимъ юначкимъ песмама печатити... | “ |

За тези песни Лавров известява още в труда си „Сборникъ македонскихъ пѣсенъ, сказокъ, обычаевъ С. И. Верковича“ от 1908 г. В предговора си към изданието руският учен заява, че тези песни са само първата част от петроградския архив на Веркович, а във втората има предимно приказки и отчасти народни обичаи. Лавров се спира и на езиковите особености на текстове и обяснява направените промени от него спрямо оригиналния правопис на текстовете:
- В края на думите винаги се пише ъ, докато в ръкописа се среща и ь;
- Всички ы са заменени с и;
- Вместо рядкото ѣ се пише навсякъде я или е;
- ιγ, което в ръкописа стои за ю, подобно на „Народне песме македонски бугара“ е заменено обикновено с ю;
- Някои ї, като їои, Їочи, които в ръкописа са с две точки, са опростени;
- Запазен е навсякъде џ, знак, който в някои случаи отбелязва дз или ц;
- В ръкописа над и в значение на й, няма знак за краткост и в изданието това е запазено;
- В ръкописа няма пунктуационни знаци освет точка, затова и в изданието запетайката понякога се изпуска;
- В ръкописа групите ър, ръ и ъл, лъ, са предадени с ир, ри и ил, ли, а понякога с а, ъ или ѫ. В изданието е запазено и.[4]

Тези промени са критикувани остро от учените – Любомир Милетич в рецензия за „Македонски преглед“, Михаил Арнаудов, Антон Попстоилов, Кирил Пенушлиски.
Всички 200 трапезарски песни са без заглавие подобно на тези от първи сборник. Само на три песни има податъци за произхода: на №1 пише „Отъ Мину Лагад“, което според Лавров е името на певеца; на №6 „Д. Шишко Висока“, където освен името на певеца имаме и името на селото, за което в края на сборника е поместена статията „Обичаи от Висока“; на №161 пише „Оть Никола майстор“. Лавров предполага, че песните са записвани в местата, където са запазени остатъци от носовия изговор. Освен проблема с правописа, песните са били записвани и от лоши певци, като някои са просто диктувани, а и записвачат е бил невеж. Много от песните са записвани с гръцки букви и при преписването на кирилица са правени грешки.
В сборника има 96 битови песни, 43 юнашки, 42 балади и легенди и 19 хайдутски.